# アメリカ合衆国の領土

米国50州とコロンビア特別区を緑色で示した世界地図。

アメリカ合衆国の領土（U.S. territory）とは、アメリカ合衆国のすべての海域（島または大陸地域周辺 を含む）、米国連邦政府の主権管轄下にあるあらゆる範囲の地域のことを指す 。米国は、その領土を探索、利用、保護、および管理する権利を主張している 。この領域は、管理およびその他の目的で米国連邦政府（国から離れた場所にある地域を含む）に属する。

## アメリカ合衆国領土
アメリカ合衆国の領土には、アメリカ合衆国連邦政府の管理下にあるすべての地域が含まれる。あらゆる地域、地区、および区画が米国連邦政府の監督下にある。 米国の領土には、明確に定義された地理的領域が含まれ、米国連邦政府当局の管轄下にある領土、領空、また領海を指す。領土の範囲は、管理およびその他の目的のために、アメリカ合衆国連邦政府（本国から離れた場所にある地域を含む）に属し、その支配下にあるすべての地域のことである。

## 注記
- Fleury Graff, Thibaut (2013). Etat et territoire en droit international. L'exemple de la construction du territoire des Etats-Unis (1789–1914) (State and Territory in International Law. The case of United States' Territory (1789–1914)). Paris, France: Pedone. ISBN 978-2-233-00686-8
- Lalor, John J. (1899). “Territories”. Cyclopaedia of Political Science, Political Economy, and of the Political History of the United States. New York: Maynard, Merrill, and Co.. OCLC 221087006
- McFerson, Hazel M. (1997). The Racial Dimension of American Overseas Colonial Policy. Westport, Conn.: Greenwood Press. ISBN 0-313-28996-4. OCLC 36301430
- Willoughby, Westel W. (1910). The Constitutional Law of the United States. 2. New York: Baker, Voorhis & Company. OCLC 180533376